# Yves Balasko
Yves Balasko (París, 9 de agosto de 1945) es un economista francés. 

## Biografía
Actualmente trabaja como investigador en el Paris-Jourdan Sciences Economiques y es miembro de la Econometric Society desde 1980.
Ha trabajado principalmente en modelos de equilibrio general, estudiando propiedades de continuidad y estabilidad del conjunto de equilibrios. Ha sido definido como un economista neo-walrasiano, al igual que Kenneth Arrow o Gerard Debreu.

## Publicaciones

### Artículos
- "The Graph of the Walras Correspondence", 1975, Econometrica

- "Economic Equilibrium and Catastrophe Theory: An introduction", 1978, Econometrica

- "The Existence of Equilibrium in an Overlapping Generations Model", con David Cass y Karl Shell, 1980, Journal of Economic Theory

- "The overlapping-generations model I and II" con Karl Shell, 1980-1981, Journal of Economic Theory

- "The Structure of Financial Equilibrium with Exogenous Yields I: Unrestricted participation", con David Cass, 1989, Econometrica

- "Market participation and sunspot equilibria," con David Cass y Karl Shell, 1995, Review of Economic Studies

### Libros
- "Foundations of the Theory of General Equilibrium" 1988 ISBN 0-12-076975-1

- The Equilibrium Manifold: Postmodern Developments in the Theory of General Economic Equilibrium, 2009, ISBN 978-0-262-02654-3

- General Equilibrium Theory of Value, 2011, ISBN 978-0-691-14679-9